# Yoldiella philippiana
Yoldiella philippiana is een tweekleppigensoort uit de familie van de Yoldiidae. De wetenschappelijke naam van de soort is voor het eerst geldig gepubliceerd in 1845 door Nyst.